# 시즈카리역
시즈카리역(일본어: 静狩駅)은 일본 홋카이도 야마코시 군 오샤만베정에 위치한 홋카이도 여객철도 무로란 본선의 철도역이다. 역 번호는 M46이며, 단선 · 섬식의 형태를 합친 2면 3선 구조의 복합 승강장을 갖춘 지상역이다.

## 이용 현황
- 1981년도 : 133명
- 1992년도 : 82명

## 역 주변
- 국도 제37호선
- 우치우라 만

## 역사
- 1923년 10월 10일 : 일본국유철도 오사와 선 오샤만베 역 - 이 역간 개통에 수반해 개업. 일반역.
- 1925년 8월 20일 : 선로명이 오사와니시 선으로 개칭, 그것에 수반해 이 선의 역이 된다.
- 1928년 9월 10일 : 이 역 - 오사와히가시 선 다테몬베쓰 역 간 연신 개통, 오사와히가시 선과 오사와니시 선을 통합해 오사와 선으로 개칭, 그것에 수반해 이 선의 역이 된다.
- 1931년 4월 1일 : 오사와 선을 무로란 본선에 편입, 그것에 수반해 이 선의 역이 된다.
- 1972년 3월 15일 : 화물 취급 폐지.
- 1984년 2월 1일 : 소화물 취급 폐지.
- 1986년 11월 1일 : 무인화.
- 1987년 4월 1일 : 일본국유철도 분할 민영화에 의해, 홋카이도 여객철도가 승계.
- 시기 불상 : 역사 개.보수.

## 인접 역
| 홋카이도 여객철도 무로란 본선 | 홋카이도 여객철도 무로란 본선 | 홋카이도 여객철도 무로란 본선        |
| ----------------------------- | ----------------------------- | ------------------------------------ |
| H 47 오샤만베 오샤만베 방면   | ■ 무로란 본선                 | 고보로 M 45 무로란 · 도마코마이 방면 |